# Skælingur (ort)
Skælingur (IPA: [ˈskɛaːlɪŋgʊɹ], danska: Skælling), är en ort på Färöarna, belägen i Kvívíks kommun på ön Streymoy. Skælingur ligger vid foten av berget med samma namn. Man trodde länge att detta var Färöarnas högsta berg, men det är idag ögruppens elfte högsta berg. Vid folkräkningen 2015 hade Skælingur 16 invånare.
Orten omnämndes första gången i skrift 1584. 1704 fick två halvsyskon i byn ett barn tillsammans, och dessa fördes till huvudstaden Torshamn där de blev dömda till döden genom halshuggning för blodskam 1706. Detta var också Färöarnas sista dödsstraff.
Bron över Breiðá i Skælingur var motiv på ett frimärke från Postaverk Føroya 1986 och tecknades av Ingálvur av Reyni och graverat av den svensk-polske frimärksgravören Czesław Słania.

## Befolkningsutveckling
| Befolkningsutvecklingen i Skælingur 1985–2015 | Befolkningsutvecklingen i Skælingur 1985–2015 | Befolkningsutvecklingen i Skælingur 1985–2015 | Befolkningsutvecklingen i Skælingur 1985–2015 | Befolkningsutvecklingen i Skælingur 1985–2015 |
| --------------------------------------------- | --------------------------------------------- | --------------------------------------------- | --------------------------------------------- | --------------------------------------------- |
|                                               |                                               |                                               |                                               |                                               |
| År                                            |                                               |                                               | Folkmängd                                     |                                               |
| 1985                                          | 1985                                          |                                               | 14                                            |                                               |
| 1990                                          | 1990                                          |                                               | 15                                            |                                               |
| 1995                                          | 1995                                          |                                               | 14                                            |                                               |
| 2000                                          | 2000                                          |                                               | 12                                            |                                               |
| 2005                                          | 2005                                          |                                               | 11                                            |                                               |
| 2010                                          | 2010                                          |                                               | 13                                            |                                               |
| 2015                                          | 2015                                          |                                               | 16                                            |                                               |
|                                               |                                               |                                               |                                               |                                               |